# Zernsdorf
Zernsdorf ist ein Stadtteil von Königs Wusterhausen im Landkreis Dahme-Spreewald im Bundesland Brandenburg der Bundesrepublik Deutschland.

## Geographie
Zernsdorf liegt südöstlich von Berlin, am Ufer von drei Seen. Der größte von diesen ist der Krüpelsee, der eigentlich ein breites Stück der Dahme ist. Die anderen beiden sind der Zernsdorfer Lankensee als Abfluss des Uckleyfließes und der Uckleysee. Zernsdorf ist Ortsteil der etwa vier Kilometer westlich liegenden Stadt Königs Wusterhausen. Durch die eigene Autobahnanschlussstelle 9 (Zernsdorf/Niederlehme) der Autobahn 10/E 30/E 55 (Berliner Ring) ist es verkehrstechnisch optimal angebunden. Die Stadtrandlage zu Berlin macht Zernsdorf zu einem beliebten Naherholungsgebiet, das im Sommer durch die vielen Gäste seine Einwohnerzahl ungefähr verdoppelt. Die Landeshauptstadt Potsdam liegt westlich ca. 50 km entfernt. Bis nach Frankfurt (Oder) und damit zur polnischen Grenze sind es ca. 65 km in östlicher Richtung. Der Flughafen Berlin Brandenburg (BER) befindet sich in 20 km Entfernung.

### Ortsgliederung
Seit dem 1. Januar 1965 gehören Kablow-Ziegelei (niedersorbisch Kobłow-Cyglownja) und Uckley (niedersorbisch Huklej) als Ortsteile zu Zernsdorf.
Im Zuge der Gebietsreform wurde Zernsdorf am 26. Oktober 2003 ein Stadtteil von Königs Wusterhausen. Um die vielfach gleichen Straßennamen in den Ortsteilen individuell, aber trotzdem unter dem Stadtnamen „Königs Wusterhausen“ adressieren zu können, wurde einigen Ortsteilen Königs Wusterhausens ab 1. Januar 2009 neue Postleitzahlen zugeordnet. Zuvor wurden bereits Straßen umbenannt.

## Geschichte und Etymologie

### 13. bis 16. Jahrhundert
Mit dem Vertrag von Fürstenwalde vom 15. August 1373 wechselte die Mark Brandenburg für eine halbe Million Gulden den Besitzer. Kaiser Karl IV. erwarb mit der Mark Brandenburg die zweite von Böhmen unabhängige Bastion der Luxemburger und das zweite Kurfürstentum neben Böhmen. Das 1375 aufgestellte Landbuch Karls IV. der Mark Brandenburg enthielt erstmals eine Auflistung der Städte und Dörfer in der Mark und erwähnte Zernsdorf erstmals urkundlich als „Czernestorf“, altsorbisch „Czerny“, vergleichbar mit dem niedersorbischen „zecyna“ oder „carny“ → der „dunkle-“ oder der „schwarze-“ Ort. Das Dorf war zu dieser Zeit zehn Hufen groß; hinzu kamen drei Seen. Der Zernsdorfer Lankensee gehörte dem Kloster Dobrilugk, die Crupe sowie der Uklese einem Herrn von Strehle. Der neue Besitzer war im Wesentlichen an des Kurfürsten Stimme bei künftigen Kaiserwahlen interessiert. Das Landbuch blieb für lange Zeit der einzige Nachweis für die Existenz der Siedlung. Das nahe Königs Wusterhausen wurde 1475 mit umgebenden Dörfern und Burg vom Rittergeschlecht der Schenken von Landsberg und Seyda erworben. Im Jahr 1500 lässt sich auch „Czernestorf“ als Besitz der Schenken von Landsberg zu Teupitz und damit als Teil des Schenkenländchens nachweisen. Im Jahr 1546 wurde nur lapidar vom „Dorf in der Herrschaft Teupitz“ berichtet. Ab 1598 hieß der Ort Zerensdorf.

### 17. Jahrhundert
Im Schloßkataster (Steuer und Abgabenregister) wurden 1624 für Zerensdorf „acht Bauern, aber keine Kossäten und weitere 64 Seelen“ erfasst. Das Dorf war mittlerweile nur noch acht Hufen groß. Der Dreißigjährige Krieg von 1618 bis 1648 hinterließ Spuren in „Zerensdorf“. Nur drei Bauernhöfe waren nach dem Krieg noch bewirtschaftet. Zwei weitere wurden später „durch Personen von außerhalb besetzt: Es waren dies Jonas Fiedler von Fredersdorf und Martin Schulze, ein gewesener schwedischer Soldat“. Im Jahr 1652 lebten der Dorfschulze sowie vier Bauern im Dorf. Friedrich Wilhelms I. kaufte 1683 Zernsdorf (Zerensdorf)  vom preußischen Geheimrat Friedrich von Jena, der es seiner Herrschaft Königs Wusterhausen zuwies, und vom Amt Königs Wusterhausen verwalten ließ.

### 18. Jahrhundert
Im Jahr 1711 bestand der Ort aus sechs Giebel (=Wohnhäuser); es gab einen Hirten. Die Bewohner zahlten für die acht Hufen je vier Groschen Abgaben. Im Jahr 1743 lebten in Zernsdorf sechs Bauern und ein Kossät. Außerhalb des Dorfes waren sechs weitere Familienhäuser entstanden; hinzu kam eine Ziegelscheune. 1771 waren es sieben Giebel und der Hirten. Im Jahre 1775 wurde zum ersten Mal der heutige Name Zernsdorf verwendet.

### 19. Jahrhundert
Im Jahr 1801 lebten acht Ganzkossäten, zehn Büdner und vier Einlieger im Dorf. Es gab 20 Feuerstellen (=Haushalte) und acht Hufen. Aus dem Jahr 1858 waren sieben Hofeigentümer bekannt, die neun Knechte und Mägde beschäftigten. Es gab weiterhin 20 Arbeiter und sieben Besitzungen. Eine war 374 Morgen groß sowie sechs weitere zwischen 30 und 300 Morgen (zusammen 950 Morgen). Im Ort arbeitete ein Schiffseigentümer mit sechs Schiffern und vier Stromfahrzeugen. Außerdem gab es in Zernsdorf einen Krug. Im Jahr 1860 bestand das Dorf mit dem Abbau Ziegelei; es gab ein öffentliches sowie 29 Wohn- und 64 Wirtschaftsgebäude, darunter drei Ziegeleien.

### 20. und 21. Jahrhundert
Um die Jahrhundertwende standen im Ort 74 Häuser. Der Bestand wuchs auf 151 Häuser im Jahr 1931 an. Im Jahr 1939 gab es im Dorf zwei land- und forstwirtschaftliche Betriebe, die zwischen 20 und 100 Hektar groß waren. Hinzu kamen drei Betriebe zwischen 10 und 20 Hektar, ein Betrieb zwischen 5 und 10 Hektar sowie 12 Betriebe, die zwischen 0,5 und 5 Hektar besaßen.
Nach dem Zweiten Weltkrieg gründete sich 1955 der VEB Likörfabrik mit 107 Beschäftigten. 1956 gab es das DR Schwellenwerk Zernsdorf mit 262 Beschäftigten, der VEB Beton- und Dachstoffwerk mit 37 Beschäftigten sowie der VEB Schuhleisten mit 28 Beschäftigten. Im Jahr 1958 gründete sich eine LPG vom Typ I mit zunächst fünf Mitgliedern und 20 Hektar landwirtschaftlicher Nutzfläche. Sie wurde 1959 in eine LPG Typ III umgewandelt. 1960 gründete sich eine weitere LPG Typ I, die noch im gleichen Jahr der LPG Typ III beitrat. 1973 bestanden in Zernsdorf das VEB Betonkombinat Potsdam Sitz Zernsdorf, der VEB Getränkekombinat Potsdam, Werk Zernsdorf, der VEB Möbelkombinat neuzera Rathenow, Betrieb Zernsdorf sowie die PG werktätiger Fischer Kolberg, Brigade Zernsdorf.
2003 wurde Zernsdorf als Verwaltungs- und Stadtteil in Königs Wusterhausen eingegliedert.

## Bevölkerungsentwicklung
| Einwohner | 85 | 91 | 96 | 128 | 154 | 204 | 361 | 948 | 1638 | 2125 | 2205 | 2548 | 3723 | 4360 |

## Wappen
Wappenbeschreibung: Das Wappen ist über einen schwarzen aufgewölbten Schildfuß mit drei silbernen Eichenblätter in Silber und Blau gespalten. Vorn ein roter Turm mit Spitzdach und tagbelichteten Fenstern und hinten ein pfahlgestellter silberner Fisch.
Symbolik: Der Turm ist die Wiedergabe des realen Wasserturms; der Fisch ist als Hecht das Zeichen für die ausgedehnte Seenlandschaft und steht für Fischereiwesen.

## Verkehr

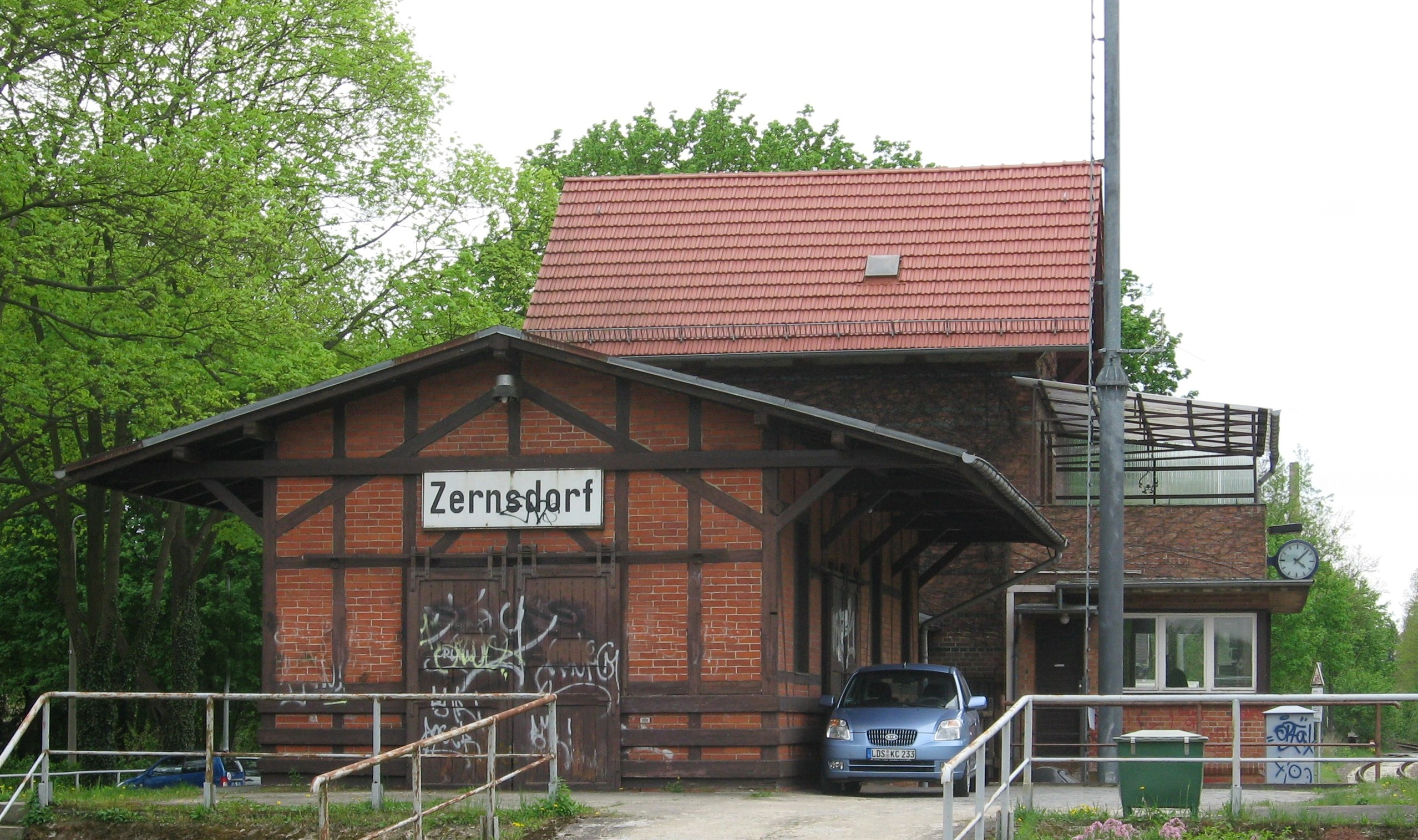
Bahnhofsgebäude von Zernsdorf

Der Bahnhof Zernsdorf liegt an der Bahnstrecke Grunow–Königs Wusterhausen. Im Stundentakt verkehrt hier die Regionalbahnlinie RB 36, betrieben von der Niederbarnimer Eisenbahn, von Königs Wusterhausen nach Frankfurt (Oder)
Die Marina am Krüpelsee wird touristisch genutzt. Dort werden Hausboote vermietet und 2017 eröffnete daneben ein Gastronomiebetrieb.

## Wirtschaft
Gewerbe- und Industriezentrum Zernsdorf
Das Gewerbe- und Industriezentrum Zernsdorf, kurz GIZ, liegt im westlichen Teil des Ortes. Nördlich schließt der zu Niederlehme gehörende Wiesenhof-Geflügelbetrieb an. Im Westen und Süden liegt ein Waldstreifen zwischen der Wohnbebauung und dem GIZ. Im Süden befindet sich auch der Gleisanschluss an die Bahnstrecke Grunow–Königs Wusterhausen. Östlich schließt der Segelfliegerdamm das Gebiet ab und führt direkt zur Autobahnauffahrt. Die sieben Baufelder haben Größen zwischen 11.000 m² und 42.000 m² und umfassen zusammen ca. 12 ha. Das GIZ ist voll erschlossen und sowohl als Industriegebiet mit 24-Stunden-Betrieb als auch für andere Nutzungen geeignet. Ein Baufeld ist im Oktober 2007 verkauft worden. Im April 2009 hat die Zweigstelle eines Betriebes zur Runderneuerung von Reifen die Arbeit aufgenommen.

### Politik
Ortsvorsteherin ist Anja Boelitz (CDU).

## Persönlichkeiten mit Bezug zu Zernsdorf
- Erwin Hahs (1887–1970), Maler und Grafiker
- Iris Hahs-Hofstetter (1908–1986). Malerin und Grafikerin
- Eric Fish (* 1969), Musiker